# 李步新
李步新（1907年8月—1992年1月），江西上饶人，原中共中央组织部副部长。
李步新于1929年加入中国共产党，此后历任中共铅山县区委书记、上饶县委副书记兼军事部长、上（饶）横（峰）战地委员会书记。1934年参加红军北上抗日先遣队。次年任中共泾（县）旌（德）宁（国）宣（城）中心县委副书记兼组织部长、县委游击队政委。1936年出任中共皖浙赣省委委员、皖赣特委副书记、祁婺休中心县委书记。抗日战争爆发后，任中共皖浙赣省委代理书记、皖南特委书记。1941年皖南事变后，先后出任皖中区党委副书记、新四军七师副政委兼政治部主任。第二次国共内战期间，历任中共中央华东局国统区工作部副部长，华东野战军第四纵队副政委，先遣纵队副政委，芜湖市军管会主任、市委书记、市长，中共皖南区党委副书记等。
中华人民共和国成立后，李步新历任华东军政委员会民政部副部长、部长，华东局组织部副部长。1955年任中共中央组织部政法干部管理处处长、部务委员。1960年升任中组部副部长。文化大革命期间受到冲击。文革结束后，他于1978年复任中组部副部长，1980年起任中组部顾问。此外，他还是第一届全国人大代表，第三、四届全国政协委员，第五、六届全国政协常委。1992年在北京逝世，终年85岁。